# Mario Saccone

Mario Osvaldo Saccone (n. San Luis, Argentina, el 28 de agosto de 1970) es un exfutbolista argentino.
Es recordado por su paso en Coquimbo Unido, en donde fue acusado de robar una cadena de oro a su compañero Jorge Vargas, de poco profesionalismo y además tener una fuerte pelea con su entonces compañero, el arquero Carlos Tejas

## Clubes
| Club                    | País      | Año       |
| ----------------------- | --------- | --------- |
| Gimnasia y Esgrima (M)  | Argentina | 1991-1994 |
| Gimnasia y Esgrima (LP) | Argentina | 1994-1996 |
| Coquimbo Unido          | Chile     | 1997-1998 |
| Juventud Unida          | Argentina | 1999-2000 |
| Independiente Rivadavia | Argentina | 2000-2001 |
| Gimnasia de Jujuy       | Argentina | 2001-2002 |
| Defensa y Justicia      | Argentina | 2002      |
| Shandong Luneng         | China     | 2003      |
| Defensa y Justicia      | Argentina | 2004-2006 |
| Villa Mitre             | Argentina | 2007      |
| Italiano                | Argentina | 2007-2011 |
| Berazategui             | Argentina | 2011-2012 |
| La Plata FC             | Argentina | 2012      |